# Le Grand Sommeil (chanson)
 (juillet 2012).
Si vous disposez d'ouvrages ou d'articles de référence ou si vous connaissez des sites web de qualité traitant du thème abordé ici, merci de compléter l'article en donnant les références utiles à sa vérifiabilité et en les liant à la section « Notes et références ».
Pour les articles homonymes, voir Le Grand Sommeil.
Singles de Étienne Daho
Il ne dira pas
(1981) Sortir ce soir
(1983)
Le Grand Sommeil est une chanson écrite, composée et interprétée par Étienne Daho, parue en single le 9 décembre 1982, puis éditée sur l'album La notte, la notte, en 1984.

## Titres

### Single12"
Face A
- Le Grand Sommeil – 4 min 20 s
- À Quoi tu ressembles ? (Étienne Daho; Frank Darcel) – 3 min 06 s

Face B'
- Swinging London (Étienne Daho; Arnold Turboust) – 4 min 57 s

Maxi 45 tours Virgin – 600 721

### Single7"
Face A
- Le Grand Sommeil – 4 min 20 s

Face B
- À Quoi tu ressembles ? (Étienne Daho; Frank Darcel) – 3 min 06 s

45 tours Virgin – 104 737 